# Platonizam
Platonizam je Platonovo filozofsko učenje prema kojem postoje ideje kao metafizičke supstancije nastalo u Grčkoj u 4. stoljeću pr. Kr. ali se može smatrati i zasebnom školom nedaleko Atene. Te su ideje osnova i razlog svakog zbiljskog i stvarnog postojanja. Platonizam je temelj svakog kasnijeg objektivnog idealizma, a time i svake metafizike.
Platonizam obuhvaća raznorodne filozofske škole kojima je zajedničko to što uglavnom daju malu važnost čulnoj spoznaji koja, jer se temelji na onome što je promjenjivo i mnoštveno, ne može utemeljiti istinsko znanje. Na metafizičkom planu apsolutnom znanju odgovara inteligibilni svet ideja. Materijalni, čulni svijet je samo privid i trajno nastajanje.
Unutar matematičke filozofije je platonizam škola razmišljanja koja je izgrađena na ideji da su sve tvrdnje istinite ili lažne i da matematika istražuje već postojeći svijet ideja.